# Jan Vennegoor of Hesselink
Jan Johannes Vennegoor of Hesselink, (nederländskt uttal: [ˈjɑn ˈvɛ.nə.ˌɣoːr ɔf.ˈɦɛ.sə.lɪŋk] ( lyssna)); född 7 november 1978 i Oldenzaal, Nederländerna, är en nederländsk före detta fotbollsspelare (anfallare) som avslutade sin karriär i PSV. Under sin karriär spelade han för det nederländska landslaget mellan 2000 och 2009.

## Karriär
Vennegoor of Hesselink debuterade först i den rutinerade klubben FC Twente i fem säsonger, från åren 1996 till 2001, där det blev en succéstart för honom efter att ha gjort totalt 59 mål. Sommaren 2001 lämnade Vennegoor of Hesselink för att senare bli köpt av PSV Eindhoven. I den första säsongen lyckades han göra 22 mål, men det gick allt sämre för honom i den andra och tredje säsongen i klubben med bara 8 respektive 12 mål, vilket ledde till att han blev tillsagd att lämna klubben vid de sista säsongerna. Men Vennegoor of Hesselink valde att stanna i ytterligare två säsonger, där han gjorde 19 mål.
Säsongen 2006-2007 bytte Vennegoor of Hesselink klubb igen och skrev ett treårskontrakt med det skotska laget Celtic FC, där han redan från starten mot Hibernian FC gjorde det enda målet. Succén fortsatte för honom, då han gjorde sitt andra mål i klubben, nu mot rivalen Aberdeen FC. Vennegoor of Hesselink första europeiska mål kom i UEFA Champions League där laget mötte mästarna Manchester United, men laget förlorade ändå matchen med 2-3.
I september 2009 skrev han ett två-årskontrakt med Hull City i Premier League.

## Meriter
- Eredivisie 2002/2003, 2004/2005 och 2005/2006
- KNVB Cup 2000/2001 och 2004/2005
- Scottish Premier League 2006/2007 och 2007/2008
- Scottish Cup 2006/2007
- Scottish League Cup 2008/2009